# Черненово
Черненово — село Сурского городского поселения Сурского района Ульяновской области.

## География
Расположено на реке Суре в четырех километрах к югу от районного центра Сурское. 

## История
После появления Промзина Городища (ныне Сурское) стали возникать новые слободки и деревни, называющиеся «присудными». Среди них значилась небольшая слободка на берегу Суры — Новый Усад, или Черленое (ныне село Черненово), бывшего Алатырского уезда Симбирской губернии. Деревня Новый Усад или Черленое, отпочковалось от Промзино во второй половине XVII века и к концу этого века насчитывало 17 дворов.
Ступеньки истории и развития села Черненово были интересными и сложными. В последней четверти XVII века крепостное право стало распространяться на так называемых «пахотных солдат». Цари практиковали раздачу земель вместе с жившими на них крестьянами служивым боярам, воеводам. Опись 1624 — 1626 годов свидетельствует о том, что здесь насчитывалось несколько крестьянских и бобыльских дворов, принадлежащих боярину Льву Плещееву, а в начале 50-х годов того же века сыновьям Михаилу и Фёдору. В их владения и входили лесные массивы, сенокосные угодья и рыбные ловли, да бобровые гоны. Позже часть крестьянских дворов боярин Плещеев стал переводить на другие места.
В 1780 году, при создании Симбирского наместничества, деревня Червленая, при реке Суре, помещичьих крестьян, из Алатарского уезда вошла в состав Котяковского уезда. С 1796 года вернулась опять в Алатырский уезд Симбирской губернии.
Позже Черненово становится собственностью супруги Петра I Евдокии Лопухиной, которая потом его отказала (передала) своему сыну-царевичу Алексею. В конце XVII века Екатерина II дарит Черненово генералу М. С. Потёмкину. С 1872 года деревня отходит графу Рибопьеру — родному внуку по сестре действительного тайного советника М. М. Потемкина. Ему же отходят Гулюшево, Бар-Слобода, Засарье, часть Сары, Елховка, Ольховка. 
В 1859 году  село Черленево в Алатырском уезде Симбирской губернии.
В деревне Черленой (Черненово) школа грамоты существует с 1896 года.
В 1913 году в Черненове насчитывались 191 двор, 1401 житель.
До революций (переворотов) 1917 года в д. Черненово земельный надел на душу населения составлял меньше десятины, и земли графа Рибопьера подступали прямо к крестьянским огородам. Ему же принадлежали все луга и лесные угодья, расположенные в пойме реки Сура.
В период НЭПа была организована артель «Красный Октябрь» по изготовлению рогож и кулей. До этого промысел был в руках купца I гильдии Николая Егорова, а потом перешёл к сыну Фёдору и ряду его приближённых, таких как Романовы, Тихоновы.
В 1929 году в деревне образовали колхоз «Красный Октябрь», председателем был избран Шелепов Степан Иванович. В дальнейшем на этоту должность избирается Д. И. Бычков, С. И. Шелепов становится зав. производством промартели. С 1934 по 1946 год сменилось пять председателей колхоза. В колхозе были созданы две полеводческие бригады.
В 1935 году в связи с большими пожарами в деревне сгорело 72 дома. В 1936 году появились первые трактора. Через три года село было радиофицировано.
В 1943 году в колхозе было две бригады, 12 звеньев (председатель колхоза И. П. Маркелов). На 1 января 1945 года — 170 дворов, население — 506 человек, в 1946 году население увеличилось до 552 человека. В хозяйстве было земли 1120 га, пашни — 782 га, луга, пастбища — 125 га.
Колхоз «Красный Октябрь» в 1947 году добился высоких урожаев зерновых культур, за что Указом Президиума Верховного Совета СССР были награждены орденом Ленина председатель колхоза В. И. Шелепов, а также В. И. Глазов, В. И. Летюшов, К. И. Шелепова, В. К. Глазова, Т. В. Юдичева, А. В. Егорова: орденом Трудового Красного Знамени — И. А. Лутков, А. А. Тихонова; медалью «За трудовую доблесть» — М. Я. Борукова, Е. А. Колесникова, В. Е. Матвеева, Е. А. Юдичева.
В 1948 году произошло укрупнение колхозов. В колхоз «Вперёд к коммунизму» вошли колхозы Черненова, Студенца и местный Сурский колхоз.
В 1896 году в д. Черненово была открыта смешанная школа грамоты, в трех классах которой обучалось 35 мальчиков и девочек. Первым учителем в смешанной школе грамоты был Анатолий Иванович Некрасов, проработавший в ней около 25 лет. Располагалась школа под тополями на Нижней улице. В 1940 году открылась неполная средняя школа, её возглавляли Г. В. Герасимов и Ф. Г Алешин.
В 1941 году на фронт из села ушло 225 человек, из них вернулось лишь 114. 
В 1948 году появились клуб и библиотека по улице Нижней в двухэтажном доме. Начинал работать в клубе Иван Васильевич Абрамов, он совмещал и работу библиотекаря.
В 2004 году Черненово было частично газифицировано. В селе живут люди разных национальностей: и русские, и мордва, и немцы, цыгане и другие.
Уроженцы Черненова — генерал Д. И. Шуватов, ветеран колхозного производства П. П. Тришкин, заслуженный колхозник Ф. А. Лутков, заслуженный врач РСФСР В. Д. Чурбанов, доярка Е. И. Башкова, награждённая орденом «Знак почета».
В селе Черненово многое делается для сохранения культурных традиций и национальной самобытности проживающих здесь народов. В школе создан комплексно-краеведческий музей. Ученики, родители, учителя пополняют его все новыми и новыми экспонатами. Некоторые экспонаты очень интересные, о таких вещах уже давно все забыли: большая коллекция значков (города СССР, города мира), коллекция монет, предметы русской старины, вышивка, национальные костюмы.

## Население
- На 1780 год - 184 ревизских душ[2].
- На 1900 год в дер. Черленой (Черненово, при р. Суре) в 129 дворах жило: 490 м. и 508 ж.[4];
- В 1913 году в Черненове насчитывались 191 двор, 1401 житель
- На 1 января 1945 года — 170 дворов, население — 506 человек, в 1946 году население увеличилось до 552 человека.

## Инфраструктура
В 1987 году была построена дорога до села Черненово с асфальтовым покрытием. В 1982 году сгорела школа. В этом же году открыли новый магазин по улице Юбилейной, который работает и по сей день. Новую школу по улице Юбилейной построили в 1985 году. Она была начальной под заведованием Валентины Васильевны Юденковой. 
В настоящее время в селе работает неполная общеобразовательная школа, функционирует детский сад, есть медицинский пункт, один магазин.